# NGC 926
NGC 926 је спирална галаксија у сазвежђу Кит која се налази на NGC листи објеката дубоког неба.
Деклинација објекта је - 0° 19' 57" а ректасцензија 2h 26m 6,6s. Привидна величина (магнитуда) објекта NGC 926 износи 13,2 а фотографска магнитуда 14,0. NGC 926 је још познат и под ознакама UGC 1901, MCG 0-7-11, CGCG 388-14, IRAS 02235-0033, PGC 9256.